# A Valák Lámpásai
J. R. R. Tolkien által megálmodott Középfölde északi és déli végén állt az égkék Illuin és a fénylő arany Omal, a két hatalmas lámpás, hogy állandó nappalt hozzanak az egész Földre, Arda tavaszán.
|  | Alább a cselekmény részletei következnek! |

Amikor a valák Arda földjére léptek, azt homály borította. Yavanna kérésére Aulë két lámpást kovácsolt, melyeket Varda megtöltött fénnyel. Miután Manwë megszentelte azokat, a valák két, hegyeknél is magasabb oszlopra állították őket.
Az északi oszlopot Helcarnak nevezték, ide helyezték Illuint, a déli oszlop neve pedig Ringil volt, mely Omalt tartotta. Arda közepén – ahol a két lámpás fénye találkozott – feküdt a Nagy Tó, benne Almaren szigete, a valák első lakhelye.
Melkor a többi vala iránt érzett gyűlölete és irigysége miatt lerombolta a tornyokat és összetörte a lámpásokat. A széttört lámpák tüze elpusztította Arda szépségét, ezért a valák elhagyták Középföldét és Pelóri falai mögött hozták létre új birodalmukat, melyet Valinornak hívtak.
|  | Itt a vége a cselekmény részletezésének! |